# Taubenturm (Kerigou)

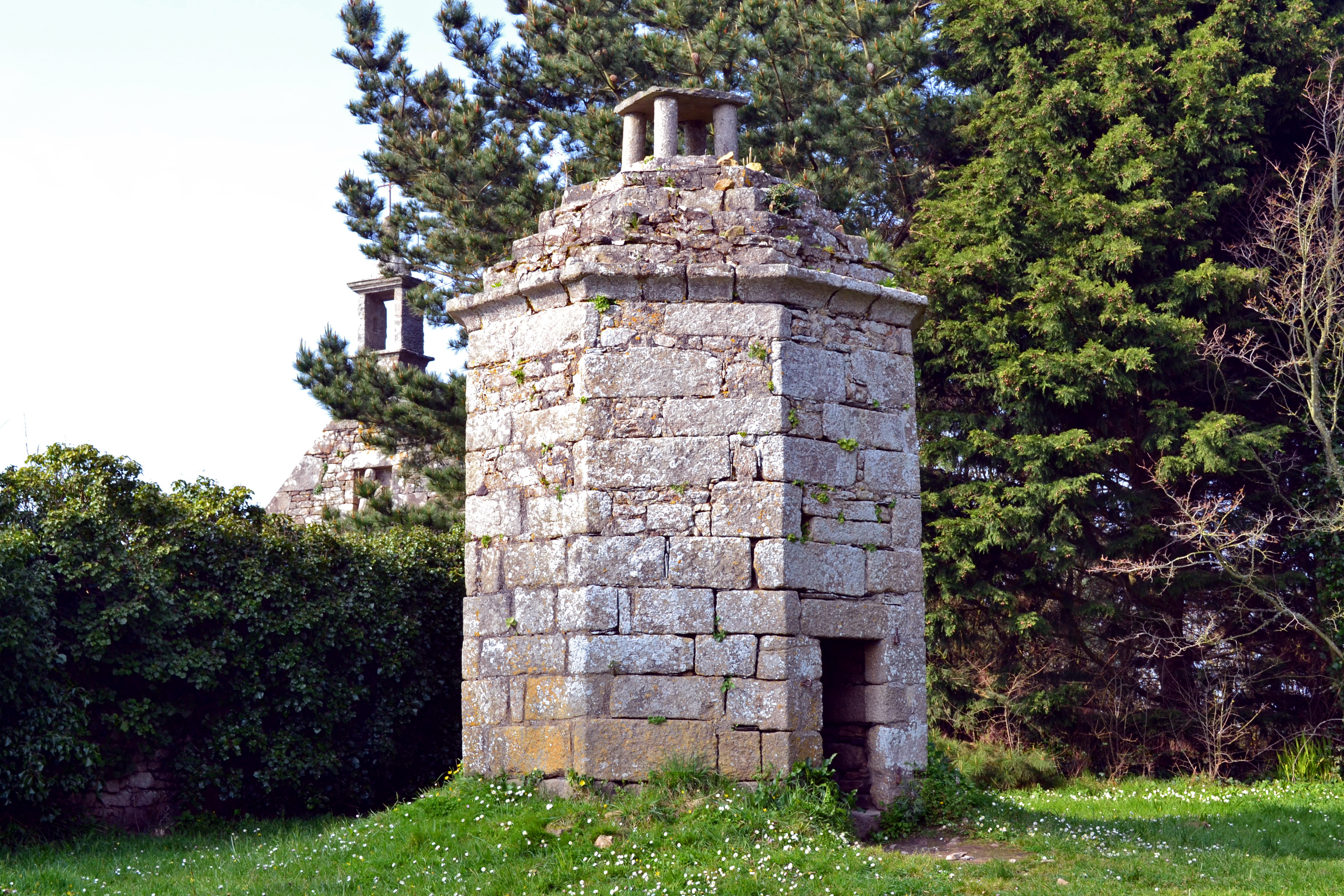
Taubenturm in Kerigou, dahinter die Kapelle des Weilers

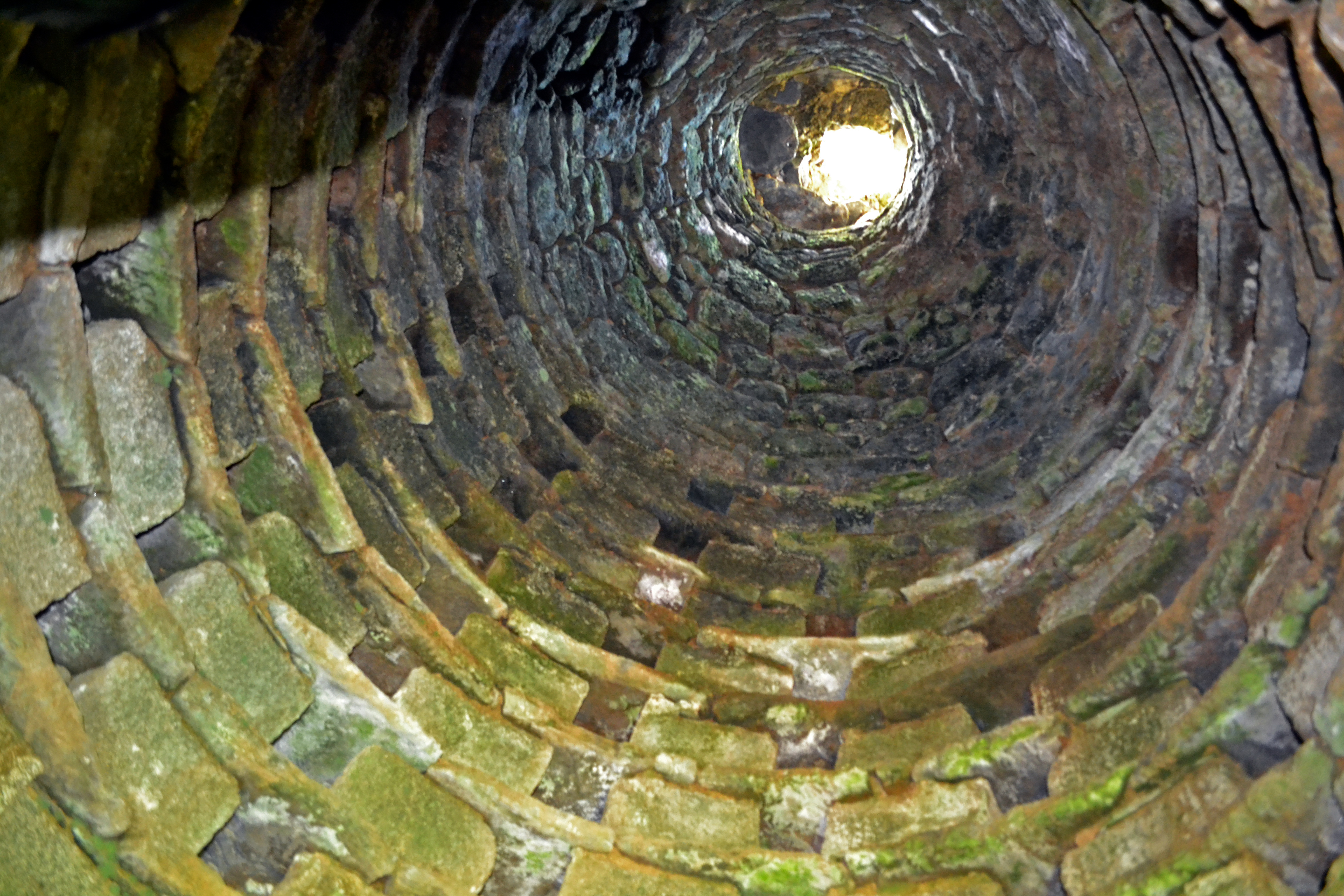
Innenansicht

Der Taubenturm (französisch colombier oder pigeonnier) in Kerigou, einem Weiler der französischen Gemeinde Saint-Pol-de-Léon im Département Finistère in der Region Bretagne, wurde im 17. Jahrhundert errichtet. Der Taubenturm steht seit 1997 als Monument historique auf der Liste der Baudenkmäler in Frankreich.
Der achteckige Turm aus Hausteinmauerwerk mit einem Steindach wird von einer einfachen Laterne bekrönt.